# Aleksitimija
Аleksitimija (od grčkog - "a"- nedostatak, "lexis"- reč, "thymos"- emocija), je pojam koji je prvi upotrijebio psihoterapeut Peter Emanuel Sifneos 1973. godine povezujući ga sa psihosomatskim bolesnicima, kako bi označio specifični deficit u procesuiranju i prepoznavanju vlastitih i tuđih emocija, razlikovanju različitih emocija,i razlikovanju emocija od telesnih osećaja. Međutim pojam se također odnosi na osiromašenu ekspresiju, verbalizaciju i regulaciju emocija, i skromnu imaginativnu sposobnost uz eksternalizaciju mišljenja.    
Kako je dokazano da aleksitimija utiče na sposobnost i načine suočavanja sa zdravstvenim problemima, bitno je praviovremeno prepoznati bolesnike sa njenim karakteristikama, kako bi se tim osobama pravovremeno pružila (terapijska) podrška u svrhu ostvarivanja što povoljnijih ishoda lečenja i kvalitet svakodnevnog života.

## Opšte informacije
Aleksitimija se kolokvijalno naziva i "emocionalna slepoća". Osobe s izraženim osobinama aleksitimije nisu potpuno "emocionalno slepe". One naime, otkrivaju svoja raspoloženja i opisuju ga jednostavnim terminima kao npr. "sretan", "tužan" i sl. No, teško otkrivaju i diferenciraju emocije u pozadini tih raspoloženja zbog skromnih konstruktivnih mogućnosti konstruiranja njihovih mentalnih reprezentacija kao i slabijeg povezivanja s određenim događajima i sećanjima.
Smanjena emocionalnost ograničava mogućnost obrade emocija kroz fantazije, snove, kreativnost. Usled smanjenih mogućnosti empatiziranja i prepoznavanja tuđih emocija, oskudne facijalne ekspresije i sklonosti konformističkom ponašanju, ona negativno utiče na kvalitet interakcije s drugim ljudima, otežavajući uspostavljanje i održavanje bliskosti (8,9). Osobe s ovim crtama u emocionalno intenzivnijim vezama zauzimaju krajnje zavisni, dominirajući ili pak nezainteresirani stav što je odraz nesigurnog stila privrženosti. Prema podacima iz literature upravo se nesigurna privrženost (eng. attachment) povezuje s aleksitimijom.
Uz afektivni deficit aleksitimiju karakterizira i kognitivni deficit koji se ogleda u konkretnom, logičnom procesu razmišljanja, s odsutnošću fantazija, kreativnosti, simbolike i izrazitom usmjerenošću na trivijalne detalje iz svakodnevnice.
Iz svega navedenog proizilazi da sa osobe sa znacima aleksitimije neretko "doimlju super prilagođene stvarnosti".

### Podela
Aleksitimija se deli na primarnu i sekundarnu.
- Primarna se aleksitimija kao osobina ličnosti formira najčešće u djetinjstvu kao posljedica infantilne traume ili genetske sklonosti i može predstavljati cjeloživotni rizik za nastanak psihosomatskih bolesti.[10][11]
- Sekundarna aleksitimija predstavlja pokušaj prilagodbe na stresne događaje u odrasloj dobi (npr. bolest) ili je posljedica organskog oštećenja mozga.[10]
- U nekih osoba aleksitimija se može razviti i uslijed simultanog djelovanja primarnih i sekundarnih dispozicijskih faktora.[11] Unatoč brojnim poznatim specifičnim obilježjima, aleksitimija ne postoji kao zaseban klinički entitet u okviru važećih dijagnostičkih priručnika,[12] (18,19). Riječ je zapravo o osobini ličnosti s nekoliko dimenzija, koja je povezana s višim rizikom razvoja brojnih tjelesnih i/ili psihičkih poremećaja. Stupanj njene ekspresije varira u različitih osoba, a najupotrebljavaniji mjerni instrument je Toronto Alexithymia Scale (TAS-20)[13][14][15] TAS-20 meri tri dimenzije:
- teškoće u identifikaciji osećaja,
- teškoće u opisivanju osjećaja,
- eksternalizaciju mišljenja.[16]

Uz navedeni TAS, postoji niz drugih instrumenata (Bermond-Vorst alexitymia Questinnarie, Observer Alexithymia Scale, Kellnerˈs Emotional Inhibition Scale, Scored Archetypal Test 9, Levels of Emotional Awareness scale), ali se iste ređe upotrebljavaju.   Prema nekim autorima, stepen ekspresije aleksitimije u osobe varira i u korelaciji je s telesnim stanjem i izloženošću stresu, dok je prema drugim autorima nepromenjiv.

### Epidemiologija
Prevalencija aleksitimije u općoj populaciji kreće se oko 10%. Podaci iz literature ukazuju na oprečna istraživanja s obzirom na pol i dob. Naime, postoje istraživanja koja ne nalaze polne razlike, dok druga ukazuju na učestaliju pojavu aleksitimije u muškaraca.
Neke studije ukazuju na slabu povezanost aleksitimije i životne dobi,  dok druge nalaze višu prevalenciju u određenim starosnim grupama.

### Etiologija
Etiologija aleksitimije je heterogena i još uvek nedovoljno istražena i određena. Dosadašnja istraživanja ukazuju na abnormalnosti u:
- građi i funkciji određenih anatomskih struktura mozga,
- genetskoj predispoziciji
- uticaju psiholoških faktora.

Niz istraživanja kao mogući uzrok navodi patoanatomski moždani supstrat u vidu promene/oštećenja neuroanatomskih struktura i puteva koji uključuju:
- smanjenje volumena sive supstance,[25]
- funkcionalno oštećenje prednjeg cingularnog korteksa,[26]
- deficit interhemisferičnog prenosa korpusa kalozuma.[27]
- funkcionalno oštećenje kaudatnih i frontostrijatalnih neuronskih krugova,[28][29]
- redukciju sive supstance u prednjem temporalnom režnju,[25]
- funkcionalno oštećenje desne hemisfere,[28]
- oštećenje prednjeg dela insule.[30]

Molekularna genetika povezuje određene genske polimorfizme i njihovu interakciju sa nastankom aleksitimije, polazeći od prtetpostavki iz recentne literature koja navodi mogući doprinos polimorfizama gena za neurotropni faktor (BDNF) i dopaminski receptor, enzime koji učestvuju u metabolizmu dopamin, serotoninski transporter, i serotoninski receptor. U kontekstu psiholoških faktora, Krystal nastanak aleksitimije povezuje s pretrpljenom psihičkom traumom, koja u detinjstvu rezultovala poremećenim emocionalnim razvojem, a u odrasloj dobi regresijom emocionalno-misaone funkcije. Dakle, pojedinac gubi mogućnost integracije svojih afekata i pokušava ih blokirati u nastojanju da se zaštiti od njihova preplavljujućeg učinka.
McDougall smatra da se sva deca rađaju s izraženim osobinama aleksitimije, da u početku o svojim emocijama uče na temelju roditeljske refleksije njihovih facijalnih ekspresija, te da je aleksitimija u odraslih samo ostatak infantilne organizacije psihe. I drugi se autori slažu da na pojavu i razvoj aleksitimije utieče kvalitet interakcija između deteta i drugih.  Važnost privrženosti (engl. attachmenta) neizostavna je u svladavanju veštine regulacije emocija. Dakle, aleksitimiju se može posmatrati i kao sindrom za čiji je nastanak odgovorna interakcija čitavog niza različitih etioloških faktora.

## Terapija
Osobe sa aleksitimijom u psihoterapijski proces većinom ulaze na nagovor člana porodice ili svojih porodičnih lekara, a malo kad svojom vlastitom inicijativom.  Neki istraživači predlažu suportivnu psihoterapiju, posebno u tretmanu primarne aleksitimije.  Pored suportivnih, može se primenjivati i kognitivno-bihevioralna psihoterapija, autogeni trening te biofeedback.
U tretmanu sekundarne aleksitimije moguće je primenjivati i modifikovanu psihodinamsku psihoterapiju. Krystal napominje da one vrste psihoterapije koja izazivaju anksioznost mogu voditi pogoršanju kod osoba sa značajnijom aleksitimijom ако ujedno boluju od psihosomatskih bolesti pa je iste potrebno modifikovati.
Osim individualne, može se primjenjivati i grupna psihoterapija. Prema Swilleru, osobe sa karakteristikama aleksitimije nemaju gotovo nikakvu sposobnost da koriste vlastiti transfer u terapijskom procesu. Njihov transfer proizlazi iz infantilnog receptivnog stanja uma pa se uglavnom svodi na očekivanja da terapeut po klasičnom medicinskom modelu reši njihove probleme i izleči ih. Osim toga, u individualnoj terapiji odnos terapeuta i bolesnika je mnogo intenzivniji, i emocionalno zahtevniji nego u grupi u kojoj bolesnik zauzima mnogo rasterećeniju ulogu u odnosu na ostale članove, što se ogleda u manjoj potrebi da „beži” u somatizacije ili odustane od terapije. Neki autori smatraju da je inhibicija afekta potencijalno objašnjenje uspeha psihoterapijskog procesa kod sekundarne aleksitimije i pratećih psihosomatskih tegoba, dok kognitivne deficite u primarnoj aleksitimiji vidi kao odgovor na njenu rezistenciju.

## Literatura
- Krystal H (1988). Integration and Self Healing: Affect, Trauma, Alexithymia. Hillsdale, NJ: The Analytic Press. ISBN 978-0-88163-070-1.
- McDougall J (1989). Theaters of the Body: A Psychoanalytic Approach to Psychosomatic Illness. Norton. ISBN 978-0-393-70082-4.
- McDougall J (1985). Theaters of the Mind: Truth and Illusion on the Psychoanalytic Stage. New York: Basic Books. ISBN 978-0-946960-70-5.
- Nemiah JC, Freyberger H, Sifneos PE (1970). „Alexithymia: A View of the Psychosomatic Process”.  Ур.: Hill O. Modern Trends in Psychosomatic Medicine. 3. стр. 430—439.
- Taylor GJ, Bagby RM, Parker JD (1997). Disorders of Affect Regulation: Alexithymia in Medical and Psychiatric Illness. Cambridge: Cambridge University Press. ISBN 978-0-521-45610-4.

## Spoljašnje veze
- Emotional Intelligence на веб-сајту  (језик: енглески)